# Каменка-Садовка
Каменка-Садовка — село в Новохопёрском районе Воронежской области России. Входит в состав городского поселения Новохопёрск.

## История
Село возникло в 1880 году путём объединения двух деревень — Каменка (Шолковка) и Садовка.

## Население
| 1859 | 1897  | 2010 |
| ---- | ----- | ---- |
| 1201 | ↗1882 | ↘607 |

## Уличная сеть
| - ул. Кооперативная - ул. Ленина - ул. Мира - ул. Октябрьская - ул. Онысюка - ул. Подгорная | - ул. Проезжая - ул. Пролетарская - ул. Садовая - ул. Совхозная - ул. Степная |

## Русская православная церковь
В селе был храм святителя Николая Чудотворца, построенный в 1870 году. Церковь закрыли большевики. Позже в ней был устроен клуб, а затем — зерносклад. Ныне от храма остался крестильный домик и колокол в местной школе.

## Известные люди
- Трушечкин, Василий Григорьевич — Герой Советского Союза.
- Мария Михайловна Раевская (Плаутина) (1872—1942; погибла в Алжире во время бомбардировки) - Фрейлина царского дворца. Владелица имения в селах Садовка и Каменка Новохоперского уезда Воронежской губернии. Дочь Раевского Михаила Николаевича - русского генерал-майора из рода Раевских; создателя дворца Карасан, президента Императорского общества садоводства.